# فعل لازم
الفعل  اللازم والقاصر هو ما لا يتعدى أثره فاعله، ولا يتجاوزه إلى المفعول به، بل يبقى في نفس فاعله، مثل: ذهب سعيد، وسافر خالد.
وهو يحتاج إلى الفاعل، ولا يحتاج إلى المفعول به، لأنه لا يخرج من نفس فاعله فيحتاج إلى مفعول به يقع عليه. ويسمى أيضا: الفعل القاصر لقصوره عن المفعول به، واقتصاره على الفاعل، والفعل غير الواقع لأنه لا يقع على المفعول به، والفعل غير المجاوز لأنه لا يجاوز فاعله.